# بائو بی‌یر
بائو بی‌یر (چینی: 包貝爾؛ زادهٔ ۳ مهٔ ۱۹۸۴) بازیگر اهل چین است.